# Penetrationssalbe
Eine Penetrationssalbe ist in der Pharmakologie eine Salbe, bei der ein darin enthaltener Arzneistoff nach dem Auftragen in tiefere Hautschichten wandert, jedoch nicht – wie bei Resorptionssalbe – das Gefäßsystem erreichen soll.  Günstig für die Penetration von Arzneistoffen in die Haut wirkt sich oft ein hoher Wassergehalt der Penetrationssalbe und eine damit verbundene hohe Hydratation der Haut aus.
Typische Wirkstoffe sind Corticoide, Antihistaminika, Antiphlogistika und Lokalanästhetika.